# Иликура
Иликура (лат. Ilicura militaris) — птица из семейства манакиновые. Единственный вид в одноимённом роде Ilicura. Подвидов не выделяют.

## Описание
Длина тела самок около 12 см, а самцов — 12,2 см. Выражен половой диморфизм. У самцов голова, плечи, спина и хвост чёрные; лоб, нижняя часть спины и надхвостье красные. Лицо серое, грудь, шея и нижняя часть тела грязно-белого цвета. Маховые перья оливковые. Центральные рулевые перья удлинённые. Самка интенсивного оливкового цвета светху, с сероватым лицом и горлом; нижняя часть тела белая; хвост менее вытянутый и клиновидный.

## Ареал
Эндемик Бразилии. Обитает в Бразильском атлантическом лесу, а также в субтропических и тропических влажных равнинных лесах, влажных горных лесах.